# Championnats d'Europe de skyrunning
Les championnats d'Europe de skyrunning sont une compétition biennale organisée par la Fédération internationale de skyrunning (ISF) qui désigne un champion d'Europe pour chaque discipline majeure du skyrunning. À leur création en 2007, les championnats avaient lieu chaque année, puis sont passés sous forme biennale à partir de 2009 lorsqu'ils sont passés sous le patronage de l'ISF. Depuis cette date, le kilomètre vertical a été ajouté à l'événement et l'Ultra SkyMarathon depuis 2013.

## Histoire
À la suite du succès des championnats du monde de SkyRaid en 2006, la Fédération des sports d'altitude (FSA) décide d'élargir les compétitions internationales de skyrunning. En 2007, ils organisent pour la première fois des championnats d'Europe de skyrunning afin d'offrir un nouveau défi pour les participants de plus en plus nombreux. La première édition se déroule dans le cadre de la SkyRace Valmalenco-Valposchiavo entre l'Italie et la Suisse.
En 2009, la Dolomites SkyRace accueille les championnats. Une nouvelle épreuve de kilomètre vertical est ajoutée pour l'occasion. La FSA se transforme en Fédération internationale de skyrunning (ISF). À cette occasion, les championnats adoptent un rythme biennal.
En 2013, les championnats sont enrichis par une troisième épreuve, l'Ultra SkyMarathon. C'est le Trans d'Havet à Vicence qui inaugure cette nouvelle discipline.

## Disciplines
Les championnats continentaux proposent trois épreuves individuelles pour les trois catégories du skyrunning :
- Une SkyRace, d'une distance comprise entre 20 et 45 kilomètres (avec une marge de 5 %) ;
- Un Ultra SkyMarathon, d'une distance comprise entre 50 et 80 km (avec une marge de 5 %) ;
- Un kilomètre vertical, d'un dénivelé positif d'au minimum 800 m avec une pente moyenne d'au moins 20 % et d'une pente maximale de plus de 33 % sur au moins 5 % du parcours.

Un quatrième classement individuel est proposé, le combiné, qui additionne aux points les classements des épreuves de SkyRace et de kilomètre vertical.
Un classement des nations récompense les équipes nationales en additionnant les points des coureurs dans les trois épreuves. Seuls les athlètes des équipes nationales peuvent participer aux championnats,.

## Éditions
| Édition | Année | SkyRace                                           | SkyRace     | Kilomètre vertical                              | Kilomètre vertical | Ultra SkyMarathon                            | Ultra SkyMarathon |
| ------- | ----- | ------------------------------------------------- | ----------- | ----------------------------------------------- | ------------------ | -------------------------------------------- | ----------------- |
| 1re     | 2007  | SkyRace Valmalenco-Valposchiavo, Poschiavo        | 10 juin     | Non disputé                                     | Non disputé        | Non disputé                                  | Non disputé       |
| 2e      | 2008  | Zegama-Aizkorri, Zegama                           | 25 mai      | Non disputé                                     | Non disputé        | Non disputé                                  | Non disputé       |
| 3e      | 2009  | Dolomites SkyRace, Canazei                        | 19 juillet  | Dolomites Vertical Kilometer, Canazei           | 17 juillet         | Non disputé                                  | Non disputé       |
| 4e      | 2011  | SkyRace Valmalenco-Valposchiavo, Poschiavo        | 12 juin     | Kilomètre vertical de Puig Campana, Alicante    | 5 novembre         | Non disputé                                  | Non disputé       |
| 5e      | 2013  | Dolomites SkyRace, Canazei                        | 21 juillet  | Dolomites Vertical Kilometer, Canazei           | 19 juillet         | Trans d'Havet, Vicence                       | 27 juillet        |
| 6e      | 2015  | Zegama-Aizkorri, Zegama                           | 17 mai      | Kilomètre vertical du Mont-Blanc, Chamonix      | 26 juin            | Ice-Trail Tarentaise, Val d'Isère            | 12 juillet        |
| 7e      | 2017  | Gorbeia Suzien SkyMarathon, Zeanuri               | 7 octobre   | Vertical Grèste de la Mughéra, Limone sul Garda | 13 octobre         | High Trail Vanoise, Val d'Isère              | 8 juillet         |
| 8e      | 2019  | La Veia SkyRace, Bognanco                         | 7 septembre | Vertical Terme di Bognanco, Bognanco            | 5 septembre        | Maga Ultra SkyMarathon, Serina               | 1er septembre     |
| 9e      | 2021  | Pisão Skyrunning, Pisão                           | 20 novembre | Non disputé                                     | Non disputé        | Pisão Extreme, Pisão                         | 19 novembre       |
| 10e     | 2023  | Prokletije SkyRace, Gusinje                       | 16 juillet  | Prokletije Vertical Kilometer, Gusinje          | 14 juillet         | Prokletije SkyUltra, Gusinje                 | 15 juillet        |
| 11e     | 2025  | Half SkyMarathon Sentiero 4 Luglio, Corteno Golgi | 5 juillet   | Aprica Vertical, Aprica                         | 3 juillet          | SkyMarathon Sentiero 4 Luglio, Corteno Golgi | 5 juillet         |

## Podiums

### SkyRace
| Édition | Or                    | Argent                | Bronze                  |
| ------- | --------------------- | --------------------- | ----------------------- |
| 2007    | Marco De Gasperi      | Helmut Schiessl       | Dennis Brunod           |
| 2008    | Kílian Jornet         | Raúl García           | Helmut Schiessl         |
| 2009    | Raúl García           | Dennis Brunod         | Giovanni Tacchini       |
| 2011    | Robert Krupička       | Luis Alberto Hernando | Mikhail Mamleev         |
| 2013    | Kílian Jornet         | Marco De Gasperi      | Tadei Pivk              |
| 2015    | Tadei Pivk            | Manuel Merillas       | Pere Rullan             |
| 2017    | Aritz Egea            | Antonio Martínez      | Cristobal Adell         |
| 2019    | Jan Margarit          | Roberto Delorenzi     | Zaid Ait Malek          |
| 2021    | Stian Angermund-Vik   | Cristian Minoggio     | Jordi Alís Sanchez      |
| 2023    | Lorenzo Beltrami      | Martin Nilsson        | Alain Santamaría Blanco |
| 2025    | Fabián Venero Jiménez | Martin Nilsson        | Lucien Mermillon        |

| Édition | Or                     | Argent                 | Bronze            |
| ------- | ---------------------- | ---------------------- | ----------------- |
| 2007    | Pierangela Baronchelli | Rosa Madureira         | Ruth Pickvance    |
| 2008    | Corinne Favre          | Pierangela Baronchelli | Stéphanie Jiménez |
| 2009    | Antonella Confortola   | Mònica Ardid           | Nadia Scola       |
| 2011    | Oihana Kortazar        | Emanuela Brizio        | Nuria Domínguez   |
| 2013    | Emelie Forsberg        | Silvia Serafini        | Nuria Domínguez   |
| 2015    | Azara García           | Paula Cabrerizo        | Oihana Kortazar   |
| 2017    | Ingrid Mutter          | Celia Chiron           | Sheila Avilés     |
| 2019    | Denisa Dragomir        | Fanny Borgström        | Ainhoa Sanz       |
| 2021    | Patricia Pineda        | Fabiola Conti          | Mireia Pons       |
| 2023    | Marta Martínez Abellán | Olivia Magnone         | Louise Jernberg   |
| 2025    | Anastasia Roubtsova    | Agnes Josefsson        | Corinna Ghirardi  |

### Kilomètre vertical
| Édition | Or              | Argent             | Bronze                  |
| ------- | --------------- | ------------------ | ----------------------- |
| 2009    | Urban Zemmer    | Agustí Roc Amador  | Manfred Reichegger      |
| 2011    | Urban Zemmer    | Nicola Golinelli   | Marco De Gasperi        |
| 2013    | Kílian Jornet   | Urban Zemmer       | Philip Goetsch          |
| 2015    | François Gonon  | Stian Angermund    | Thorbjørn Ludvigsen     |
| 2017    | Philip Goetsch  | Patrick Facchini   | Stian Angermund         |
| 2019    | Nadir Maguet    | Martin Anthamatten | Jan Margarit            |
| 2023    | Louison Coiffet | Louis Dumas        | Alain Santamaría Blanco |
| 2025    | Daniel Thedy    | Stian Angermund    | Jonatan Arobes Álvarez  |

| Édition | Or                     | Argent           | Bronze                   |
| ------- | ---------------------- | ---------------- | ------------------------ |
| 2009    | Antonella Confortola   | Angela Mudge     | Mònica Ardid             |
| 2011    | Laura Orgué            | Oihana Kortazar  | Corinne Favre            |
| 2013    | Antonella Confortola   | Emelie Forsberg  | Iva Milesová             |
| 2015    | Paula Cabrerizo        | Laura Orgué      | Maite Maiora             |
| 2017    | Christel Dewalle       | Michelle Maier   | Camilla Magliano         |
| 2019    | Christel Dewalle       | Jessica Pardin   | Victoria Kreuzer         |
| 2023    | Naiara Irigoyen Indave | Corinna Ghirardi | Camilla Magliano         |
| 2025    | Benedetta Broggi       | Paola Stampanoni | Onditz Iturbe Arginzoniz |

### Ultra SkyMarathon
| Édition | Or                                  | Argent                 | Bronze              |
| ------- | ----------------------------------- | ---------------------- | ------------------- |
| 2013    | Luis Alberto Hernando Kílian Jornet | -                      | Csaba Németh        |
| 2015    | Luis Alberto Hernando               | Manuel Merillas        | Clément Molliet     |
| 2017    | Luis Alberto Hernando               | Aurélien Dunand-Pallaz | Dmitry Mityaev      |
| 2019    | Cristian Minoggio                   | Manuel Merillas        | Daniel Jung         |
| 2021    | Manuel Merillas                     | Anders Kjærevik        | Manuel Anguita      |
| 2023    | Cristian Minoggio                   | Tomáš Maceček          | Mattia Tanara       |
| 2025    | Cristian Minoggio                   | Luca Arrigoni          | Dimas Pereira Obaya |

| Édition | Or                   | Argent                  | Bronze            |
| ------- | -------------------- | ----------------------- | ----------------- |
| 2013    | Emelie Forsberg      | Núria Picas             | Uxue Fraile       |
| 2015    | Emelie Forsberg      | Magdalena Łączak        | Anna Straková     |
| 2017    | Ragna Debats         | Mimmi Kotka             | Michaela Mertová  |
| 2019    | Ester Casajuana      | Sandra Sevillano        | Silvia Puigarnau  |
| 2021    | Sandra Sevillano     | Varvara Shikanova       | Zulfiya Gaynanova |
| 2023    | Gemma Arenas Alcázar | Sandra Sevillano Guerra | Giulia Saggin     |
| 2025    | Shangave Balendran   | Ioana Mădălina Amariei  | Roberta Jacquin   |